# Романовский (Орловский район)
Романовский — хутор в Орловском районе Ростовской области.
Входит в состав Донского сельского поселения.

## География

### Улицы
| - ул. Лесная, - ул. Листопадная, - ул. Луговая, - ул. Набережная, | - пер. Овражный, - пер. Прохладный, - пер. Юбилейный. |

## Население
| 2010 |
| ---- |
| 266  |